# Вассёр, Фредерик
Фредерик Вассёр (фр. Frédéric Vasseur; род. 28 мая 1968, Дравей, Иль-де-Франс) — французский инженер и менеджер по автоспорту, долгое время руководивший командами Формулы-1. Является руководителем гоночной команды Ferrari.

## Карьера
Вассёр изучал воздухоплавание и инженерное дело, прежде чем начать свою карьеру в младшей формульной серии, создав собственную команду ASM. Ставший известным благодаря своим успехам и таланту, он в конечном итоге перешёл[когда?] в Формулу-1 в качестве директора гонок и, в конечном итоге, руководителя команды Renault F1, прежде чем в конечном итоге покинуть команду в 2016 году из-за различий взглядов с высшим руководством на управление командой. Впоследствии, в июле 2017 года, его наняла компания Sauber, а затем он был нанят в команду Ferrari.

### ASM
Вассёр окончил ESTACA и в 1996 году основал команду ASM, которая в партнёрстве с Renault выиграла чемпионат Франции Формулы-3 (с гонщиком Дэвидом Селенсом) в 1998 году и чемпионаты Евросерии Формулы-3 в партнерстве с Mercedes-Benz (с гонщиками Джейми Грином, Льюисом Хэмилтоном, Полом ди Рестой и Роменом Грожаном) с 2004 по 2007 год.

### ART Grand Prix
В 2004 году он присоединился к Николасу Тодту, чтобы сформировать команду ART Grand Prix, которая выиграла чемпионат серии GP2 с Нико Росбергом в 2005 году и Льюисом Хэмилтоном в 2006 году.

### Spark Racing Technology
В конце 2013 года он получил контракт от FIA для своего недавно созданного предприятия Spark Racing Technology на строительство шасси 40 для первой серии Formula E.

### Renault Sport F1 Team
Вассёр присоединился к Renault Sport в качестве руководителя новой команды Renault Sport Formula One в сезоне 2016 года. Он ушёл в отставку в конце сезона 2016 года из-за разногласий с управляющим директором Сирилом Абитебулом по поводу того, как следует управлять командой.

### Sauber F1 Team
12 июля 2017 года Sauber объявил, что они наняли Вассёра в качестве управляющего директора и генерального директора Sauber Motorsport AG, а также руководителя команды Sauber F1 Team.

### Alfa Romeo Racing
В 2019 году Sauber и Alfa Romeo приняли решение о расширении сотрудничества, команда изменила название на Alfa Romeo Racing. При этом структура собственников и руководство команды остались неизменными. Вассёр получил должность руководителя команды и продолжил работу.

### Ferrari
9 января 2023 года стал новым руководителем команды Ferrari. На этом посту француз заменил итальянца Маттиа Бинотто.
Фредерик Вассёр: «Я рад, что получил возможность возглавить команду Ferrari. Для меня это большая честь. Я всю жизнь работаю в автоспорте, где Ferrari считается вершиной.»

## Личная жизнь
Вассёр женат, имеет четверых детей.